# Bonwit Teller Building
Het Bonwit Teller Building (van 1929 tot 1930 Stewart & Company Store) was een gebouw aan Fifth Avenue in New York waarin zich een vestiging van het voormalige warenhuisketen Bonwit Teller bevond. Het gebouw werd gebouwd in 1929 en gesloopt in 1980, om plaats te maken voor de Trump Tower. Het bestond uit kalksteen en telde elf verdiepingen.

## Geschiedenis
Het Bonwit Teller Building werd in 1929 gebouwd onder de naam Stewart & Company Store en was ontworpen door het architectenbureau Warren & Wetmore. Het gebouw huisvestte toen de gelijknamige winkel, Stewart & Company. De winkel werd echter zwaar getroffen door de Grote Depressie en het gebouw werd daarom in 1930 verkocht aan warenhuisketen Bonwit Teller. Het interieur van het gebouw werd daarvoor heringericht naar ontwerp van architect Ely Jacques Kahn. De vestiging van Bonwit Teller besloeg in ieder geval negen van de elf verdieping en had een vloeroppervlakte van 21.000 m².

### Sloop
Ondernemer Donald Trump kocht in 1979 het gebouw om daar de Trump Tower te plaatsen. Hij had het gebouw al langer in zijn vizier en had al vaker contact opgezocht met eigenaar Franklin Jarman, die het gebouw weigerde te verkopen aan Trump. Toen Trump in 1978 las dat Genesco, de eigenaar van Bonwit Teller, in financiële problemen was en eigendommen wilde verkopen, werd zijn bod echter geaccepteerd. Trump betaalde $25 miljoen voor de koop, waarbij ook de grondhuur voor 29 jaar bij zat. Hij sloot om de grond helemaal in zijn handen te krijgen een deal met de eigenaar, de Equitable Life Assurance Society. Die deal hield in dat Trump eigenaar werd van de grond en dat de Equitable Life Assurance Society de helft van het eigenaarschap van de Trump Tower kreeg. Nadat Trump goedkeuring had gekregen voor de bouw van de Trump Tower, begon de sloop van het Bonwit Teller Building op 15 maart 1980.
Boven de achtste verdieping van het gebouw bevonden zich twee vijf meter hoge bas-reliëfs van naakte vrouwen, die als waardevol werden beschouwd. Het Metropolitan Museum of Art had contact opgezocht met Trump om de reliëfs en ook een ijzeren rooster boven de ingang als donatie te ontvangen. Trump stemde in eerste instantie in met het plan, maar de sloopwerkers adviseerden hem het te weigeren, omdat de voorwerpen zwaar en moeilijk te verwijderen zouden zijn. Hierdoor werden de reliëfs en het roosterwerk uiteindelijk toch vernield.